# Laguna Volcán
Laguna Volcán är en sjö i Argentina.   Den ligger i provinsen Jujuy, i den norra delen av landet, 1 400 km nordväst om huvudstaden Buenos Aires. Laguna Volcán ligger 2 079 meter över havet.
Trakten runt Laguna Volcán består i huvudsak av gräsmarker. Trakten runt Laguna Volcán är nära nog obefolkad, med mindre än två invånare per kvadratkilometer.